# Leucanopsis terola
Leucanopsis terola is een beervlinder uit de familie van de spinneruilen (Erebidae). De wetenschappelijke naam van de soort is voor het eerst geldig gepubliceerd in 1941 door Schaus.